# 托尔毛弗尔代
托尔毛弗尔代，是匈牙利佐洛州所辖的一个村，总面积18.86平方公里，总人口354，人口密度18.8人/平方公里（2010年1月1日）。